# Strongylognathus koreanus
Strongylognathus koreanus (лат.) — вид муравьёв-рабовладельцев рода Strongylognathus из подсемейства Myrmicinae (Formicidae). Включён в Международную Красную книгу МСОП. Восточная Азия: Китай, Корея, Япония. Длина около 3 мм. Тело коричневое. Усики 12-члениковые, булава трёхчлениковая. Затылочный край слегка вогнутый. Стебелёк между грудкой и брюшком состоит из двух члеников: петиолюса и постпетиолюса (последний четко отделен от брюшка). Узелок петиоля немного блестящий, на постпетиоле развиты поперечные бороздки. Постпетиоль крупный как и у других видов группы Strongylognathus christophi. Жало развито, куколки голые (без кокона). Паразитирует на муравьях рода Tetramorium (Tetramorium jakoti). Вид был впервые описан в 1966 году польским мирмекологом Богданом Писарским (Варшава, Польша) по материалам из Кореи (Myohyang Mts).